# 신체감정
신체감정(Physical and Mental Examination)은 미국 민사소송법상 제도로 상대방 당사자 또는 상대방 당사자의 지배 아래에 있는 사람의 육체적 또는 정신상태가 쟁점일 때에 법원은 일방 당사자가 감정하여야 할 필요한 상당한 사유를 소명하여 신청하는 경우에 한하여 상대방 당사자에게 자신 또는 그 지배 아래에 있는 그 사람을 감정할 수 있도록 명령을 내리는 것을 말한다.
한국 민사소송법 제 341 조의 감정의 촉탁， 그 중에서도 신체감정의 촉탁과 유사하다.

## 참고 문헌
- 강일원， 미연방 민사소송절차에 있어 DISCOVERY 제도， 오당 박우동 선생화갑기념 민사재판의 제문제， 제 8권， 민사실무연구회， 1994.
- 송완근， 문서제출명령에 대한 고찰과 증거개시제도， 전남대학교 석사학위논문 2004.
- 김상수， 증거개시제도 (Discovery) 란 무엇인가?， 시민과 변호사， 서울지방변호사회， 2004년 3 월호.